# Schmelzofen Alfred-Hütte (Steinhaus am Semmering)

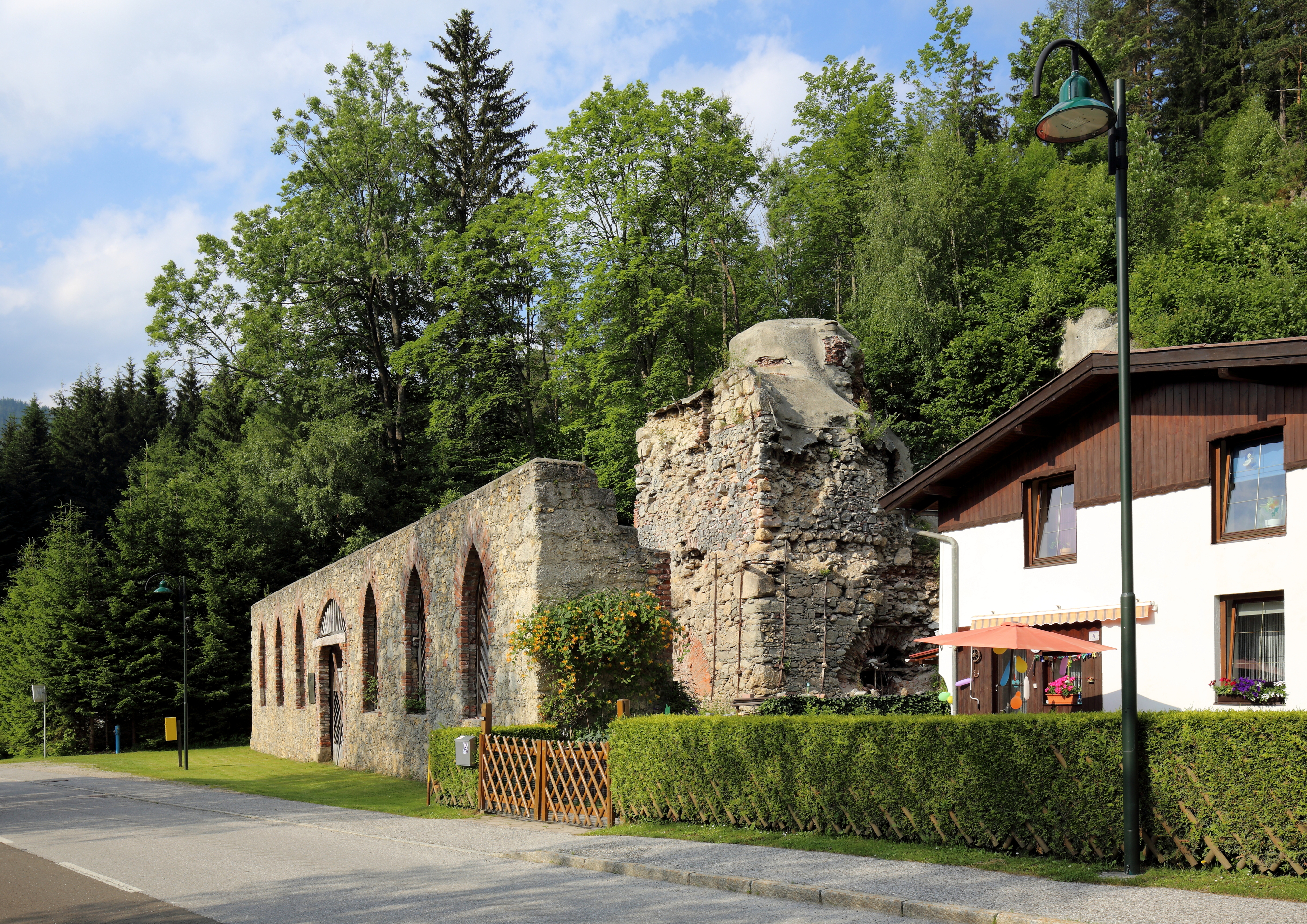
Industriedenkmal Alfred-Hütte (2015)
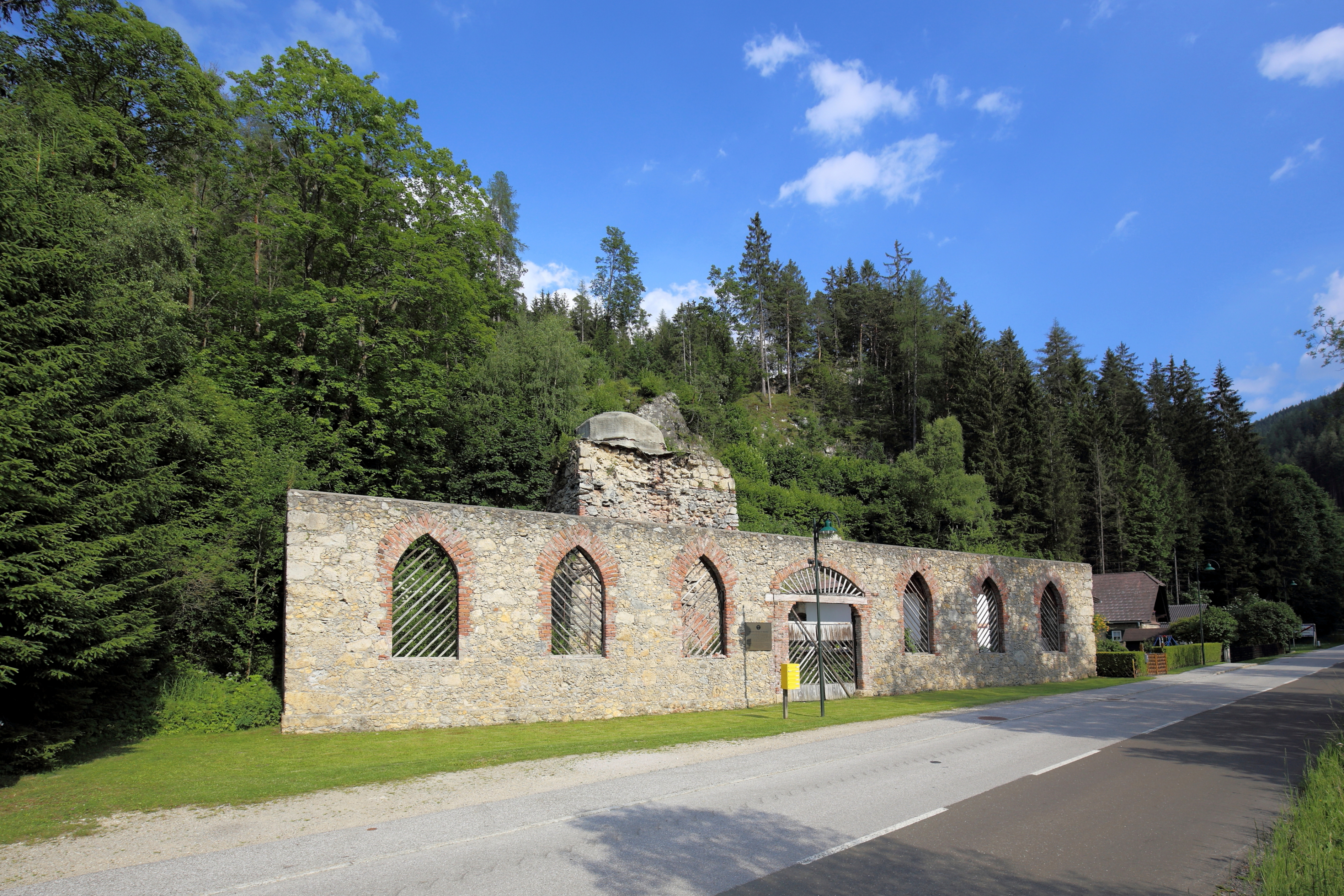
Nordwestansicht der Alfred-Hütte (2015)
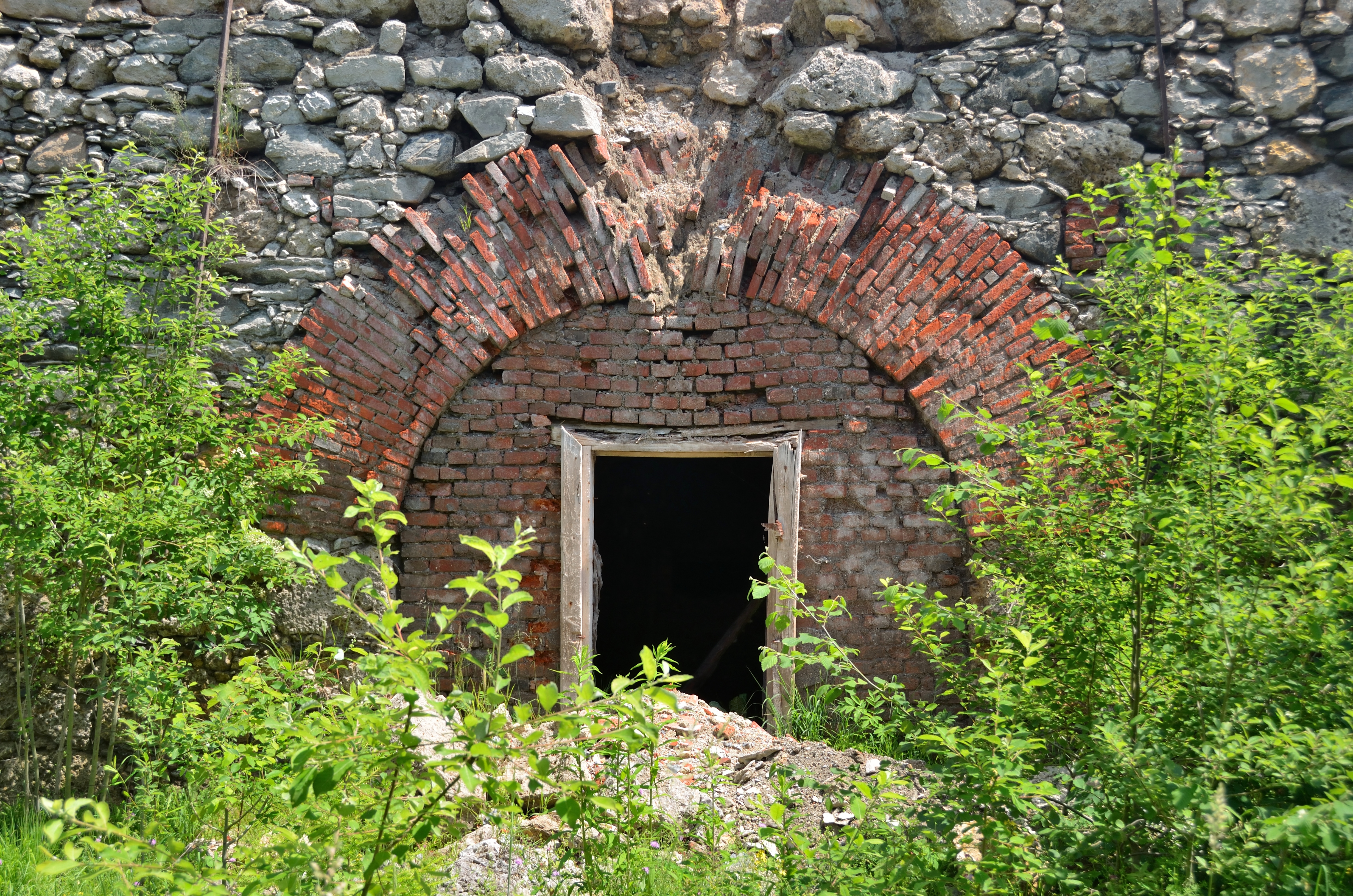
Hochofenstock
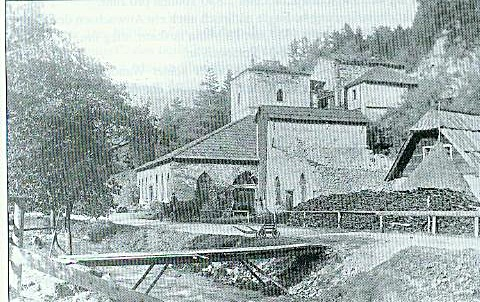
Die Alfred-Hütte nach ihrer Stilllegung, 1895

Der Schmelzofen Alfred-Hütte ist ein Industriedenkmal in der Ortschaft Steinhaus am Semmering der Gemeinde Spital am Semmering im Bezirk Bruck-Mürzzuschlag im Bundesland Steiermark. Er steht heute unter Denkmalschutz.

## Geschichte
1838 gab Fürst Alfred von Schönburg den Auftrag für den Bau der Alfred-Hütte. Hier wurden die Erze aus dem Fröschnitz-Dürrgraben und von Rettenberg verschmolzen. Vor dem Bau dieses Hochofens musste das schwere Erzgestein mühsam über den Semmering zum Schmelzofen in Aue (Gemeinde Schottwien) zur Verhüttung transportiert werden. 
1844 übernahm Josef Ritter von Wachtler den Betrieb und modernisierte den Hochofen. Von da an zählte das Personal dieser Hütte bei vollem Betrieb 18 bis 20 Mann. Die produzierte Jahresmenge Roheisen belief sich auf 3000 t. 
In den späten 1870er-Jahren wurden zwei Kupolöfen angeschafft, mit denen Gusswaren produziert werden konnten. 
Trotz Vergrößerung und Modernisierung der Arbeitsabläufe musste der Betrieb 1885 auf Grund der übermächtigen Konkurrenz und dem Mangel an Holzkohle und Erzen mit ausreichender Qualität eingestellt werden.

## Architektur und heutiger Zustand
Die Alfred-Hütte wurde im Stil der „Industriegotik“ mit Spitzbogenfenstern errichtet. Heute erhalten sind noch der Ofenstock und die Umfassungsmauer mit den Spitzbogenfenstern. Über dem Eingang befindet sich das Wappen des Industriellen Josef Ritter von Wachtler.
Um das Industriedenkmal vor dem weiteren Verfall zu schützen, wurde der Schmelzofen in den Jahren 2002 bis 2003 durch den Verschönerungsverein Steinhaus am Semmering, mit Unterstützung der Gemeinde Spital und des Landes Steiermark restauriert bzw. konserviert und so vor dem weiteren Verfall bewahrt.